# Кубок Лиги ЮАР по футболу
Кубок Лиги ЮАР по футболу, или Карлинг Кнокаут (англ. Carling Knockout Cup) — южноафриканский национальный кубковый турнир по футболу, проводящийся ЮАФА.
Кубок Лиги основан в 1982 году. С 2021 года спонсором турнира является компания по производству алкогольных напитков Carling Black Label.

## Формула розыгрыша
В кубке принимают участие все 16 команд Премьер-лиги. Розыгрыш турнира стартует с 1/8 финала, в котором участвуют 16 команд.

## Призовой фонд
Призовой фонд турнира — 4,25 млн. рандов. Такую сумму получает победитель этого турнира.

## Прежние названия
1982 - Datsun Challenge
1984 - JPS Knockout Cup
1992 - Coca-Cola Cup
1996 - Rothmans Cup
2001 - Coca-Cola Cup
2006 - Telcom Knockout Cup
2021 - CarlingKnockout Cup

## Победители
| - 1982: Аркадиа Шепердз - 1983: Кайзер Чифс - 1984: Кайзер Чифс - 1985: Витс Юниверсити - 1986: Кайзер Чифс - 1987: Дурбан Баш Бакс - 1988: Кайзер Чифс - 1989: Кайзер Чифс | - 1990: Мамелоди Сандаунз - 1991: Дайнамоз - 1992: АмаЗулу - 1993: Баш Бакс - 1994: КваКва Старс - 1995: Витс Юниверсити - 1996: Баш Бакс - 1997: Кайзер Чифс - 1998: Кайзер Чифс - 1999: Мамелоди Сандаунз | - 2000: Аякс (Кейптаун) - 2001: Кайзер Чифс - 2002: Джомо Космос - 2003: Кайзер Чифс - 2004: Кайзер Чифс - 2005: Джомо Космос - 2006: Силвер Старс - 2007: Кайзер Чифс - 2008: Аякс (Кейптаун) - 2009: Кайзер Чифс | - 2010: Кайзер Чифс - 2011: Орландо Пайретс - 2012: Блумфонтейн Селтик - 2013: Платинум Старс - 2014: Суперспорт Юнайтед - 2015: Мамелоди Сандаунз - 2016: Кейптаун Сити - 2017: Бидвест Витс - 2018: Барока - 2019: Мамелоди Сандаунз |